# DVB-H
DVB-H(디지털 비디오 방송-핸드헬드의 준말)는 3가지 유력한 모바일 TV 포맷 가운데 하나이다. 휴대용 손수화기에 방송 서비스를 전달하는 기술 규격이다. DVB-H는 2004년 11월에 ETSI 표준 EN 302 304로 공식 채택되었다. DVB-H 규격 (EN 302 304)은 공식 DVB-H 웹사이트에서 내려받을 수 있다. 2008년 3월부터 DVB-H는 공식적으로 유럽 연합으로부터 "지상파 모바일 방송에 적합한 기술"로서 승인을 받았다. 이 기술의 주 경쟁 대상은 퀄컴의 미디어플로 시스템, 3세대 휴대 전화 시스템 기반 MBMS 모바일 TV 표준, 미국 DVB-SH의 ATSC-M/H 포맷이다.

## 개발 도구
- 오픈 소스 AMUSE DVB-H 도구[6]는 하나 이상의 IP 스트림으로부터 DVB-H 신호를 만들어낼 수 있다.

## 같이 보기
- 디지털 멀티미디어 방송 (DMB)